# 二元数
在線性代數，二元數（英語：Dual number）是實數的延伸。二元數有一「二元數單位」ε，其平方ε2＝0（亦即ε是冪零元）。二元數的集合能在實數之上組成、符合交換律的二維環結合代數。全部二元數z都有z=a+bε的特性，其中a和b是實數。

## 矩陣表示法
二元數可用矩陣表示為：
{\displaystyle \varepsilon ={\begin{pmatrix}0&1\\0&0\end{pmatrix}}}及{\displaystyle a+b\varepsilon ={\begin{pmatrix}a&b\\0&a\end{pmatrix}}}。
二元數的和與積可以尋常的矩陣加法、矩陣乘法計算。在二元數的代數中，兩種數學運算都符合交換律、結合律。
二元數的矩陣表示與複數的矩陣表示類似，但這並非唯一的表示法，參見2×2實矩陣。如同複平面與雙曲複數平面，二元數也是平面代數的實現方式之一。

## 幾何
定義z*＝a－bε，二元數的「單位圓」包括了那些a值為1或−1的二元數，因為zz*＝1。然而注意到
{\displaystyle \exp(b\varepsilon )=\left(\sum _{n=0}^{\infty }(b\varepsilon )^{n}/n!\right)=1+b\varepsilon \!}，
所以ε軸的指數映射僅涵蓋半「圓」。
若a≠0且m＝{\textstyle {b \over a}}，則z＝a（1＋mε）為二元數z的極分解，斜率m則與輻角相關。二元數平面中的「旋轉」等價於一個垂直錯切，原因是（1＋pε）（1＋qε）＝1＋（p＋q）ε。

### 伽利略變換
在絕對時空中，伽利略變換
{\displaystyle (t',x')=(t,x){\begin{pmatrix}1&v\\0&1\end{pmatrix}}}，亦即
{\displaystyle \ \ t'=t,\ \ x'=vt+x\!}，
將靜止參考系與帶有速度v移動參考系做聯結。使用二元數，t＋xε表示一維空間與時間中的事件，伽利略變換就可以採乘上（1＋vε）來達成。

### 循環
給定兩個二元數p與q，它們決定了一組z的集合，使得z到p與q的直線的斜率差（伽利略角）是常數。這個集合是二元數平面上的「循環」。設定直線斜率差為常數的方程式是z實部的二次方程式，則一個循環實則是拋物線。二元數平面的「循環旋轉」實際上是二元數投影線的運動。
根據Isaak Yaglom的著作《简易非欧几何及其物理基础》（1979）（pp. 92,3），循環Z＝｛z：y＝αx2｝在錯切的組合中保持不變：
{\displaystyle x_{1}=x,\ \ y_{1}=vx+y\ \ }
平移項：
{\displaystyle x'=x_{1}=v/2a,\ \ y'=y_{1}+v^{2}/4a\ }。
這組合是循環旋轉（cyclic rotation），V. V. Kisil更進一步推演之。

## 除法
對於由兩個二元數組成的分數來說，如分母的實數部分非零，我們可計算出那分數的值。二元數除法和複數除法相似：兩者皆把分子和分母乘以分母的共軛以約去分子和分母的非實數部分。
所以，如要計算這二元數分數的值：
{\displaystyle {a+b\varepsilon  \over c+d\varepsilon }}
我們需要把分子和分母乘以分母的共軛：
{\displaystyle ={(a+b\varepsilon )(c-d\varepsilon ) \over (c+d\varepsilon )(c-d\varepsilon )}={ac-ad\varepsilon +bc\varepsilon -bd\varepsilon ^{2} \over (c^{2}+cd\varepsilon -cd\varepsilon -d^{2}\varepsilon ^{2})}={ac-ad\varepsilon +bc\varepsilon -0 \over c^{2}-0}}
{\displaystyle ={ac+\varepsilon (bc-ad) \over c^{2}}}
{\displaystyle ={a \over c}+{(bc-ad) \over c^{2}}\varepsilon }
而二元數除數在c為非零時才有值。
但是，如果c為零而d不為零時，這條方程式：
{\displaystyle {a+b\varepsilon =(x+y\varepsilon )d\varepsilon }={xd\varepsilon +0}}
1. 當a非零時沒有解
2. 當a為零時，以下的二元數都是它的解：

{\displaystyle {b \over d}+{y\varepsilon }}。

## 冪
以下是二元數的冪的計算方法：
{\displaystyle (a+b\varepsilon )^{c+d\varepsilon }=a^{c}+\varepsilon (b(ca^{c-1})+d(a^{c}\ln a))}